# Маккаслин, Джейсон
Джейсон Пол Маккаслин (англ. Jason Paul McCaslin; 3 сентября 1980, Торонто, Онтарио), более известный как «Коун» (Cone) — бас-гитарист и бэк-вокалист канадской панк-рок-группы Sum 41. Он присоединился к группе последним в феврале 1999 году, заменяя тем самым Марка Спиколака. Sum 41 подписали контракт с Island Records только через месяц после того как Коун присоединился к группе. Коун имеет шотландские корни.
Джейсон получил своё прозвище от товарища по группе Дерика Уибли ещё в средней школе, потому что он часто на ланч ел мороженое в виде конуса.

## Биография
Маккаслин начал играть на бас-гитаре ещё когда ему было 14 лет как член группы Second Opinion, вместе с ним в группе был теперь уже бывший барабанщик Аврил Лавин Мэтт Бранн. Он присоединился к группе последним, и к тому времени все музыканты уже выбрали себе инструменты, а ему осталась бас-гитара.

### Sum 41
Перед тем как попасть в группу Sum 41, он был швейцаром в кинотеатре. В Sum 41 он попал последним, и он часто любит шутить по этому поводу, что «если бы он не пришел к ним, то и группы бы не было». Коун ведёт себя тише всех в группе и когда они дают интервью он почти всегда молчит, но на официальном сайте группы он более разговорчив чем все остальные, и для фанатов он как правило становится самым заметным участником группы.

### Профессиональная карьера
Коун вместе с Тоддом Морсом создал группу The Operation M.D., в которой играет под прозвищем «доктор Динамит». Он играет на бас-гитаре в большинстве треков, и на акустической гитаре в песне «Someone Like You», также в ней он на ведущем вокале. Группа уже успела выпустить альбом под названием «We Have an Emergency» и снять три клипа «Sayonara», «Someone Like You», «BIRDS + BEE STINGS» . В настоящий момент группа записывает второй альбом.

## Инструменты
Коун играет на бас-гитарах модели Fender Precision: 59 Precision Bass Closet Classic, 59 Precision Bass Relic и American Vintage 62 Precision Bass.

## Личная жизнь
Он женился на своей возлюбленной со средней школы Шэннон Боуэлк 5 сентября 2008 года. На его свадьбе Дерик Уибли и Тодд Морс исполняли песню «One» группы U2 и песню «Pieces» группы Sum 41.

## Дискография
- Half Hour of Power (2000)
- All Killer No Filler (2001)
- Does This Look Infected? (2002)
- Does This Look Infected Too? (2003)
- Skull Ring (2003)
- Chuck (2004)
- Go Chuck Yourself (2005)
- We Have an Emergency (2007) (The Operation M.D.)
- Underclass Hero (2007)
- All the Good Shit: 14 Solid Gold Hits 2000-2008 (2009)
- Birds + Bee Stings (2010) (The Operation M.D.)
- Screaming Bloody Murder (2011)
- 13 Voices (2016)
- Order in Decline (2019)[4]